# Lamia (hetär)
Lamia, död efter år 306 f.Kr. var en grekisk hetär under antiken, berömd som älskarinna till Demetrios I Poliorketes.  
Hon var dotter till en man vid namn Cleanor i Aten, och var ursprungligen flöjtspelare, innan hon påbörjade sin karriär som hetär. Hon befann sig ombord på Ptolemaios I:s skepp i slaget vid Salamis 306 f.Kr., där hon blev tillfångatagen av Demetrios I Poliorketes och blev hans älskarinna. Hon beskrivs då som i slutet av sin karriär som hetär på grund av ålder, men förhållandet med den yngre Demetrios blev permanent. Hon beskrivs som kvick och begåvad och arrangerade berömda banketter till hans ära. Flera anekdoter berättas om henne av antikens krönikörer.